# 薩維奧河

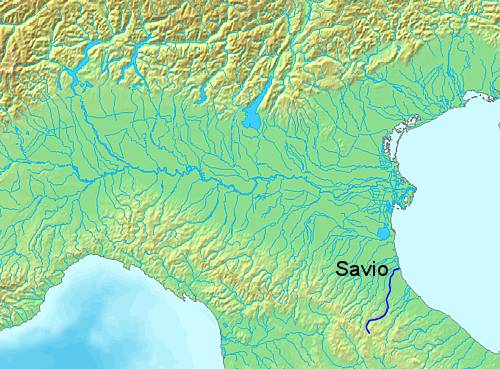

薩維奧河是意大利的河流，位於該國北部，河道全長126公里，平均流量每秒6立方米，發源自海拔高度1,126米處，流經艾米利亞-羅馬涅，最終注入亞得里亞海。
44°19′N 12°21′E / 44.317°N 12.350°E